# La Motte-Fanjas
La Motte-Fanjas település Franciaországban, Drôme megyében. Lakosainak száma 197 fő (2022. január 1.). La Motte-Fanjas Rochechinard, Saint-Jean-en-Royans, Saint-Nazaire-en-Royans, Saint-Thomas-en-Royans és Saint-Just-de-Claix községekkel határos.

## Népesség
A település népességének változása:
| Lakosok száma | 118  | 121  | 115  | 169  | 168  | 189  | 193  | 193  | 193  | 197  |
|               | 1968 | 1982 | 1990 | 2006 | 2013 | 2015 | 2017 | 2019 | 2020 | 2022 |